# Kadmij
Kádmij je kemični element, ki ima v periodnem sistemu simbol Cd in atomsko število 48. Ta relativno redka, mehka, modrikasto-bela, strupena prehodna kovina se pojavlja v cinkovih rudah in se večinoma uporablja v baterijah.

## Pomembne lastnosti
Kadmij je mehka, kovljiva in upogljiva, modrikasto-bela dvovalentna kovina, ki jo zlahka režemo z nožem. Kadmij je v mnogih pogledih podoben cinku, vendar se pojavlja v bolj kompleksnih spojinah.
Najpogostejše oksidacijsko stanje kadmija je +2, čeprav v redkih primerih najdemo tudi +1.

## Uporaba
Približno tri četrtine kadmija po svetu uporabljajo za izdelavo električnih baterij (posebno baterij Ni-Cd), večino od preostale četrtine pa v glavnem za barvila, prevleke, in kot stabilizator za plastike. Druge rabe:
- Uporabljan v nekaterih zlitinah z najnižjim tališčem.
- Zaradi nizkega koeficienta trenja in zelo dobre odpornosti proti utrujenosti, se uporablja pri nosilnih zlitinah.
- 6&nnsp;% kadmija se uporablja pri elektrogalvaniziranju.
- Mnoge vrste spajk vsebujejo to kovino.
- Kot ovira za nadzor jedrske fizije.
- Spojine, ki vsebujejo kadmij, se uporabljajo v črnobelih televizijskih fosforjih in tudi v modrih in zelenih fosforjih pri ceveh barvne televizije.
- Kadmij tvori različne soli, najpogostejša med njimi je kadmijev sulfid. Ta sulfid se uporablja kot rumeno barvilo.
- Uporablja se v nekaterih polprevodnikih.
- Nekatere spojine kadmija se uproabljajo v PVC kot stabilizatorji.
- Uporabljal se je v prvem detektorju nevtrinov.